# Буйволівці
Бу́йволівці — село в Україні, в Ярмолинецькій селищній громаді Хмельницького району Хмельницької області. Населення складає 674 осіб.

## Географія

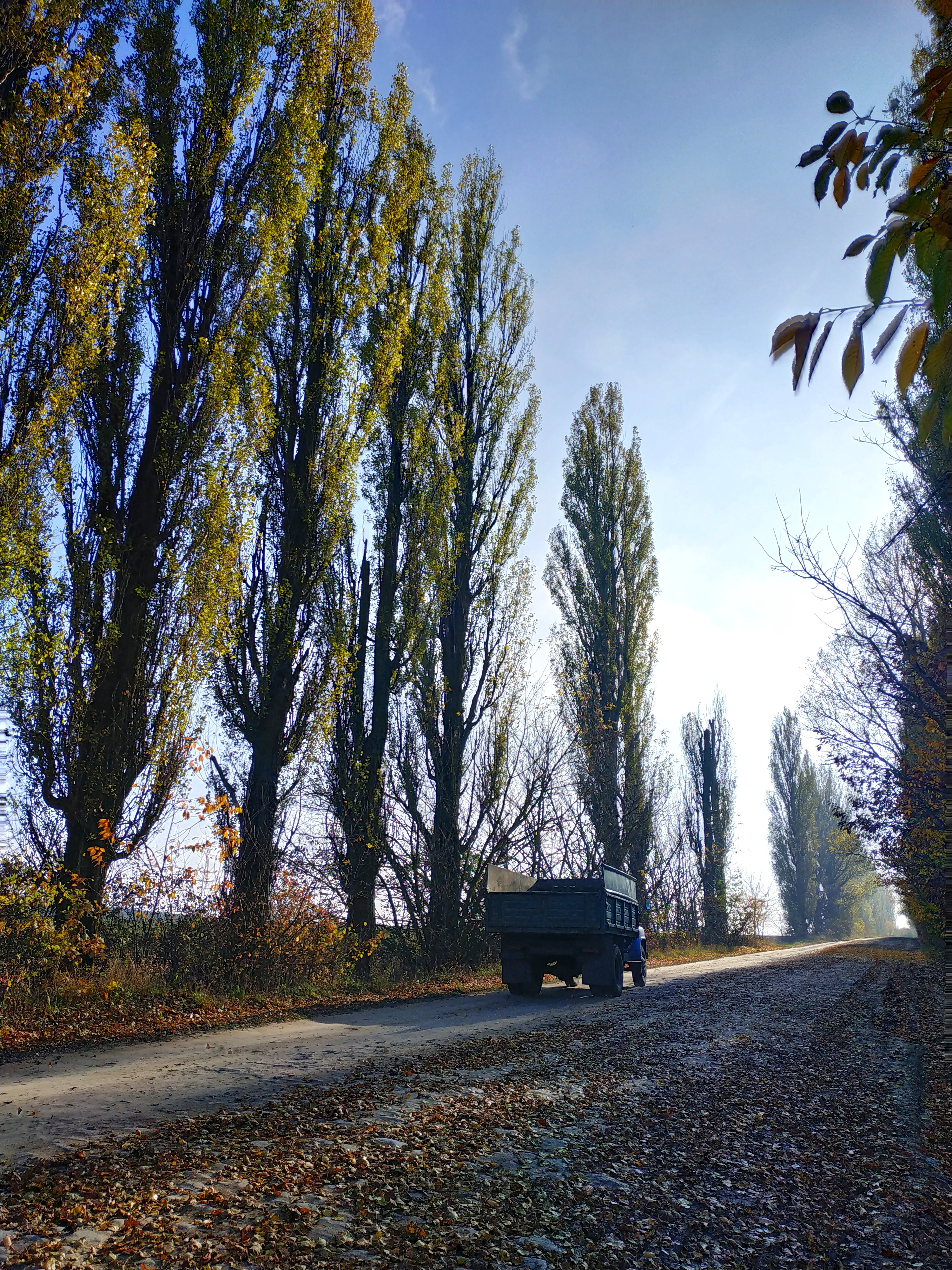
Дорога в село Буйволівці

Село Буйволівці розташоване за 22 км від обласного центру та 15 км від адміністративного центру селищної громади. Біля села бере початок річка Вовчок та пролягає залізниця Гречани — Ларга, на якій розташований пасажирський залізничний зупинний пункт Буйволовецький.

## Історія
Село позначене на карті Гійома Левассер де Боплана під назвою «Boiolofce».

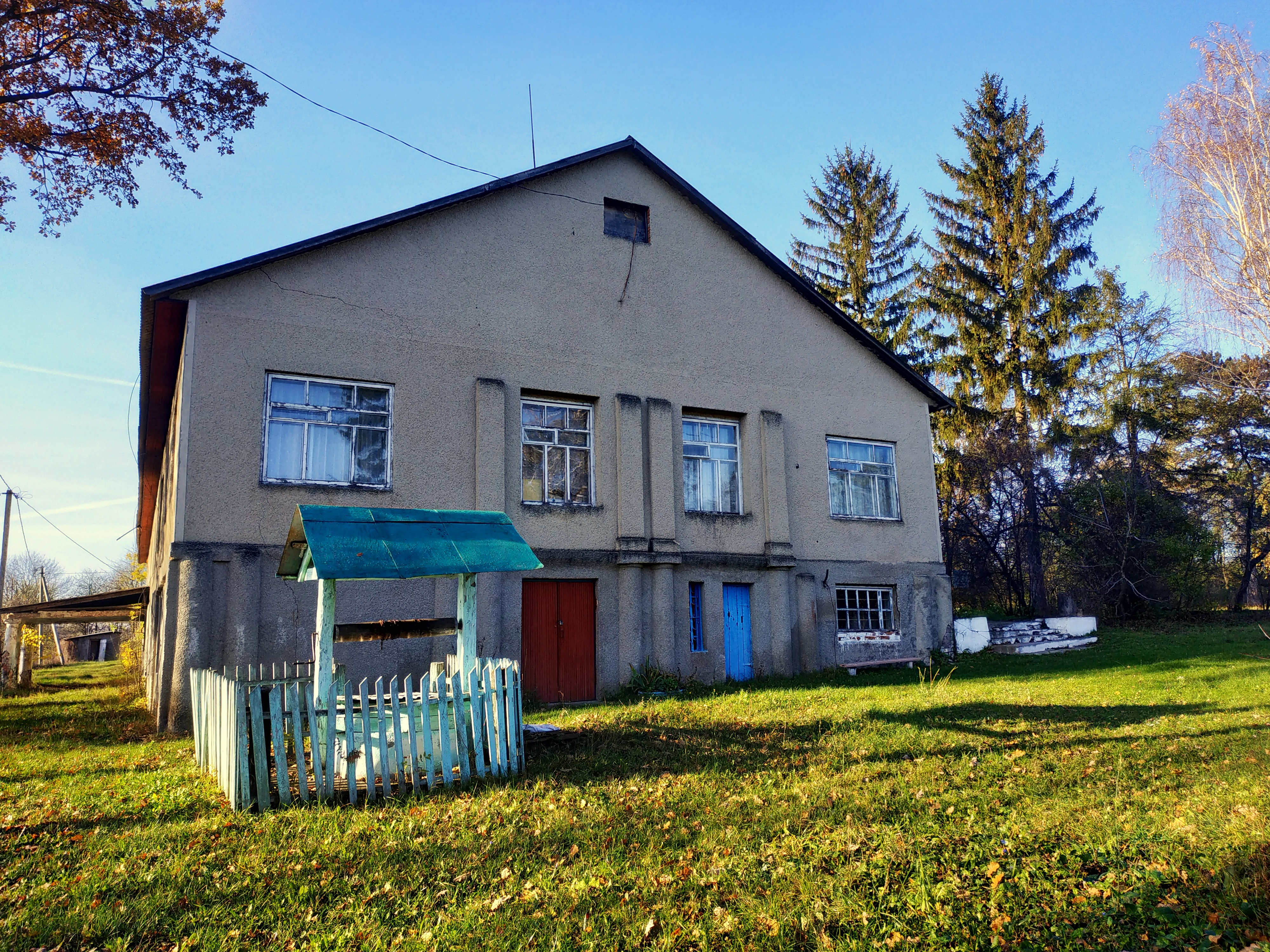
Колишній маєток Старжинських

Буйволівці в письмових джерелах згадується досить пізно, бо лише з XVIII століття — тоді вони належали летичівському підкоморію Вінценту Гавронському. Пізніше, невідомо яким шляхом, село потрапило у власність Едварда Старжинського, який народився після 1820 року, — сина Терези Сцібор-Мархоцької. Імовірно, між Гавронськими і Старжинським також були Раціборовські та Дверницькі.
На початку ХІХ століття в селі було зведено палац Старжинських.
З 7 березня 1923 року село перебувало в складі Ярмолинецького району.
12 червня 2020 року, відповідно до розпорядження Кабінету Міністрів України № 727-р «Про визначення адміністративних центрів та затвердження територій територіальних громад Хмельницької області», село увійшло до складу Ярмолинецькій селищній громаді Ярмолинецького району.
17 липня 2020 року, в результаті адміністративно-територіальної реформи та ліквідації Ярмолинецького району, село увійшло до складу Хмельницького району.

## Символіка
Голова буйвола означає назву села (герб є — промовистим), глечик із струмком символізує витік центральної притоки річки Вовчок (Ушицький). На прапорі повторюються кольори і фігури герба.

### Герб
У лазуровому щиті із опуклою зеленою базою срібна голова буйвола із золотими рогами. В базі з перевернутого золотого глечика витікає срібний струмок. Щит вписаний у золотий декоративний картуш і увінчаний золотою сільською короною. Унизу картуша напис «БУЙВОЛІВЦІ» та рік «1565».

### Прапор
Квадратне полотнище розділене горизонтально опукло у співвідношенні 3:1 на синю і зелену частини. На верхній частині біла голова буйвола із жовтими рогами. На зеленій частині з перевернутого жовтого глечика витікає білий струмок.

## Населення
Згідно з переписом УРСР 1989 року чисельність наявного населення села становила 847 осіб, з яких 363 чоловіки та 484 жінки.
За переписом населення України 2001 року в селі мешкало 659 осіб.

### Мова
Розподіл населення за рідною мовою за даними перепису 2001 року:
| Мова       | Відсоток |
| ---------- | -------- |
| українська | 98,96 %  |
| російська  | 0,59 %   |
| білоруська | 0,3 %    |

## Постаті
- Квасниця Роман Сергійович (2002—2023) — солдат Національної гвардії України, учасник російсько-української війни.

## Галерея

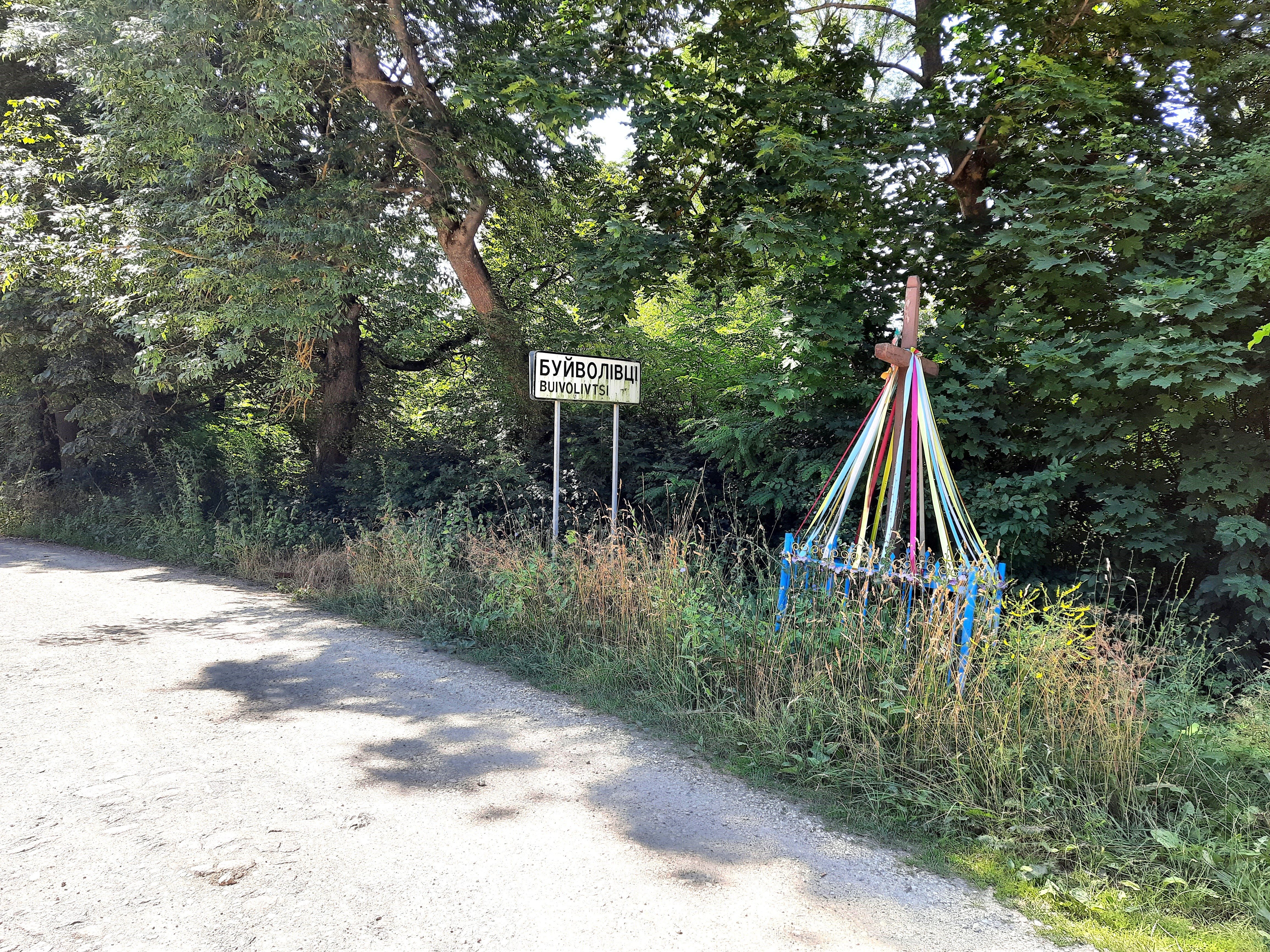
Дорожній знак при в'їзді в село
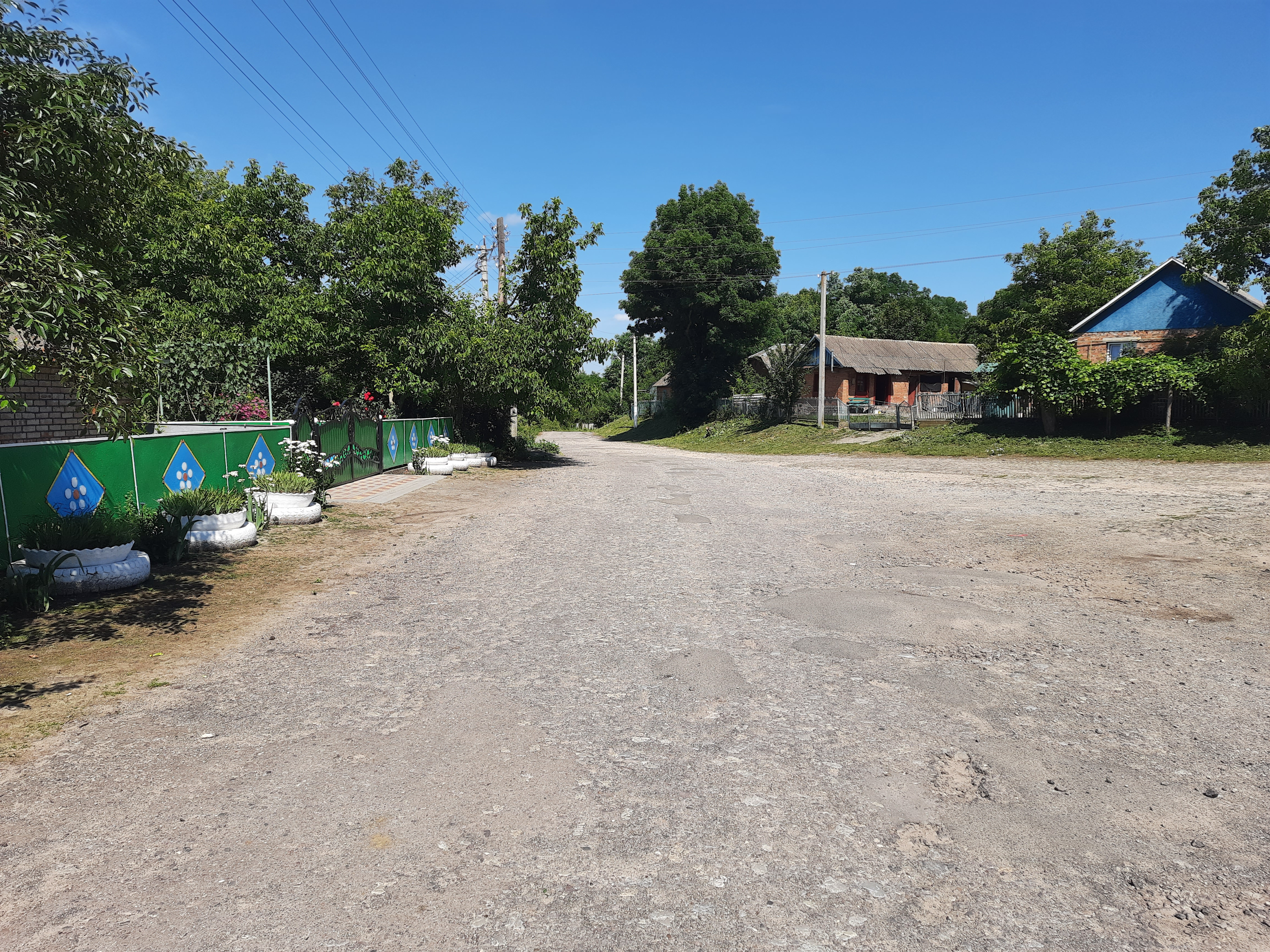
Сільська вулиця
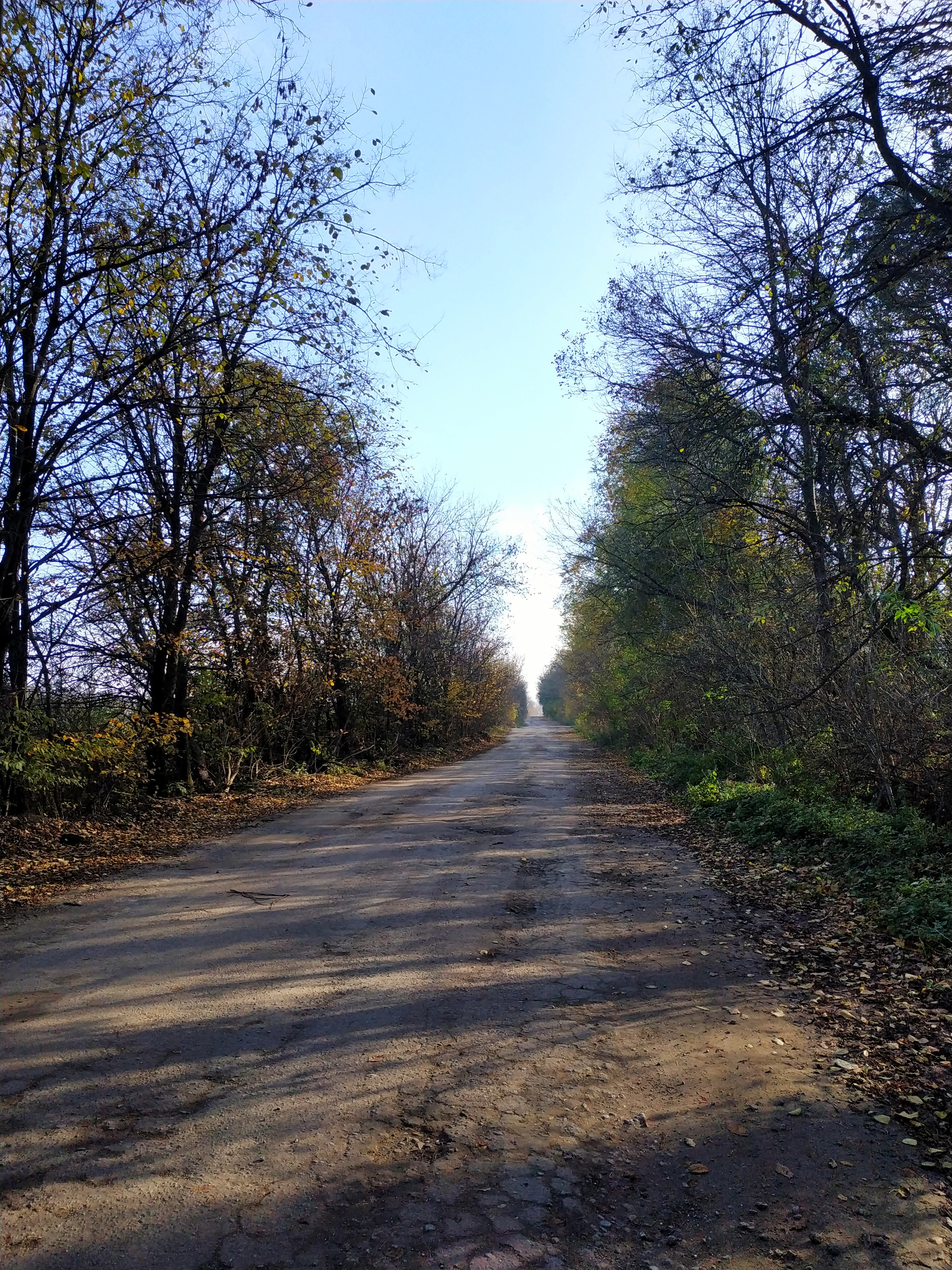
Дорога на село
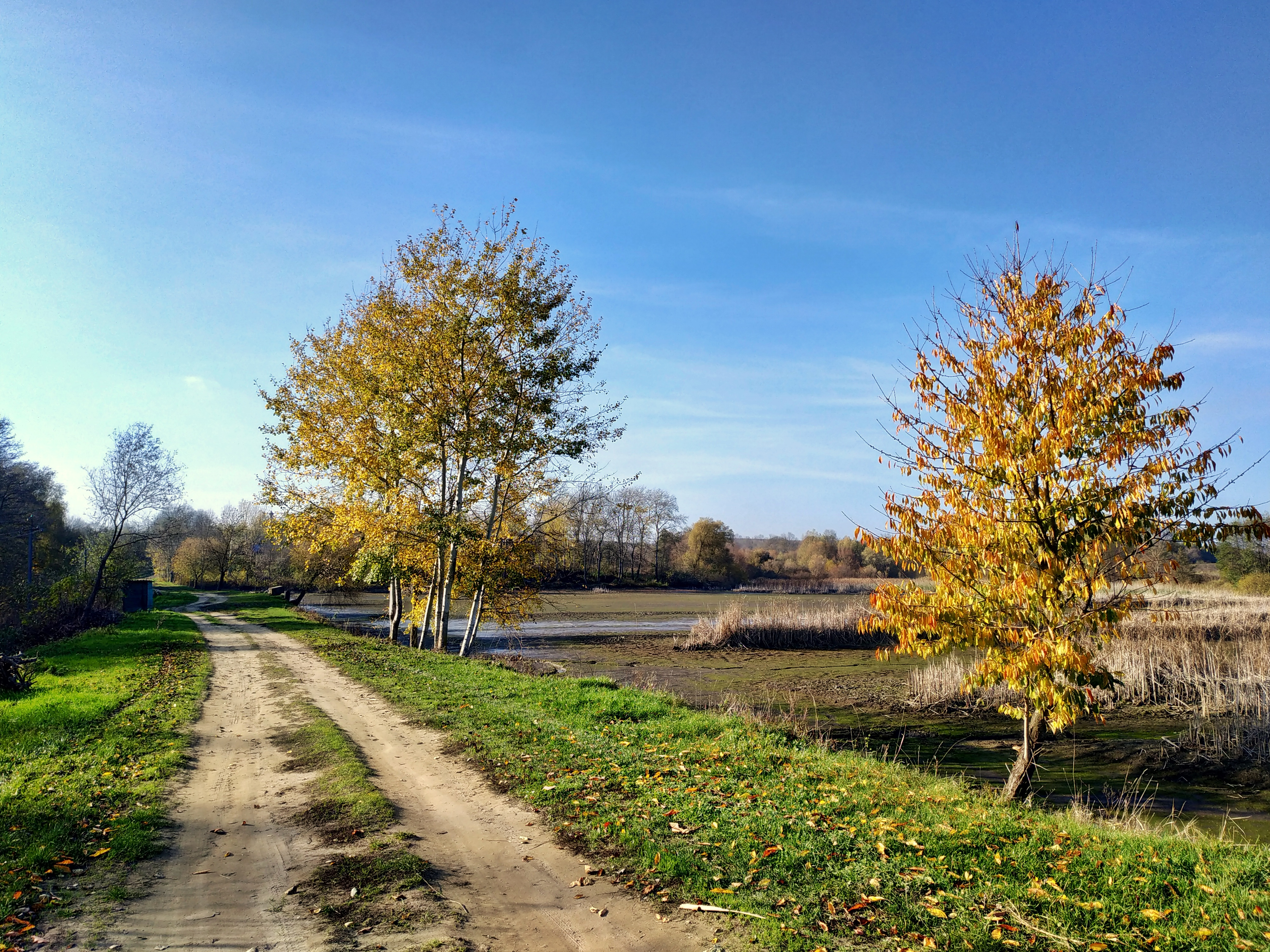
Сільський пейзаж
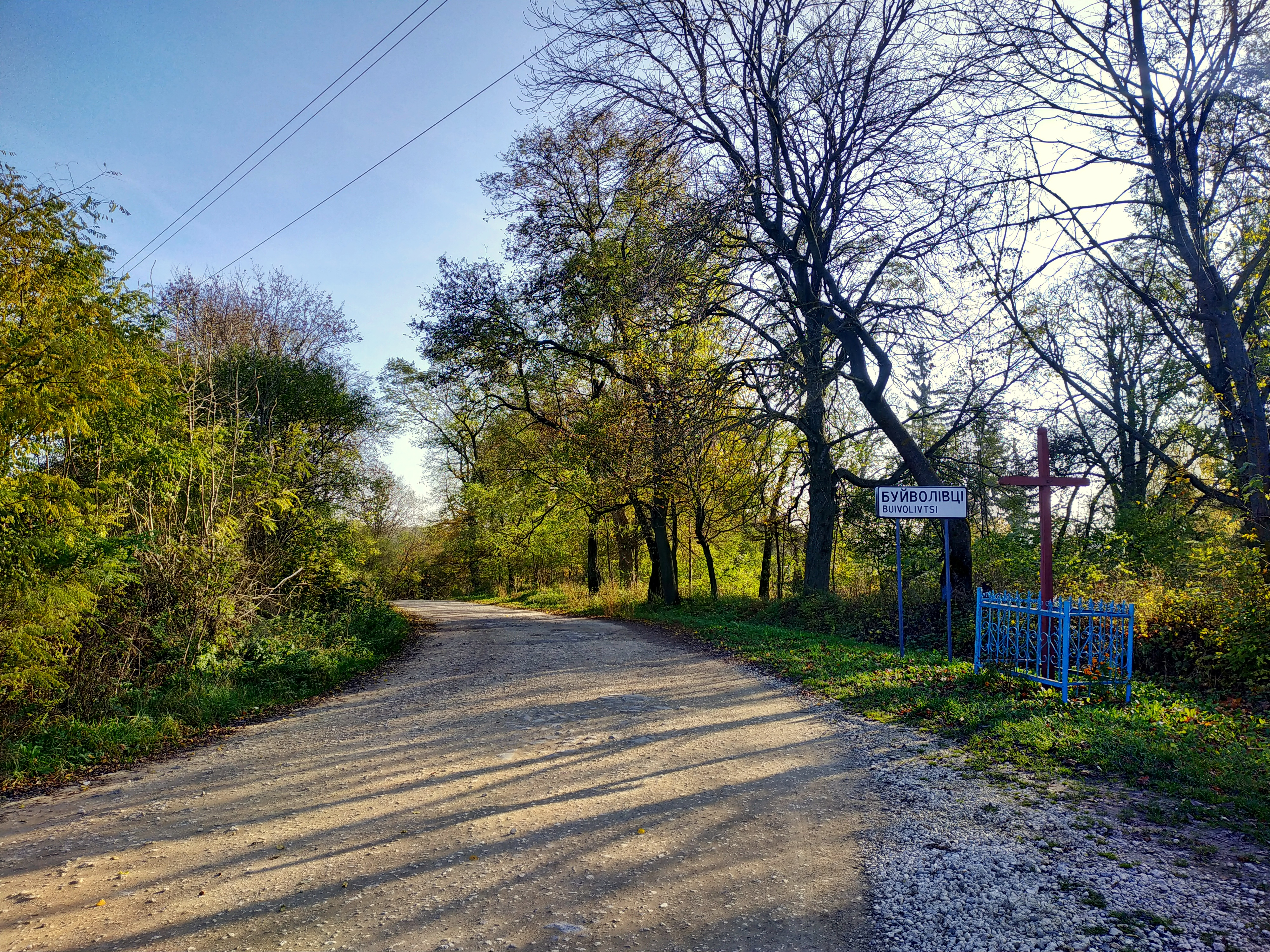
Околиця села
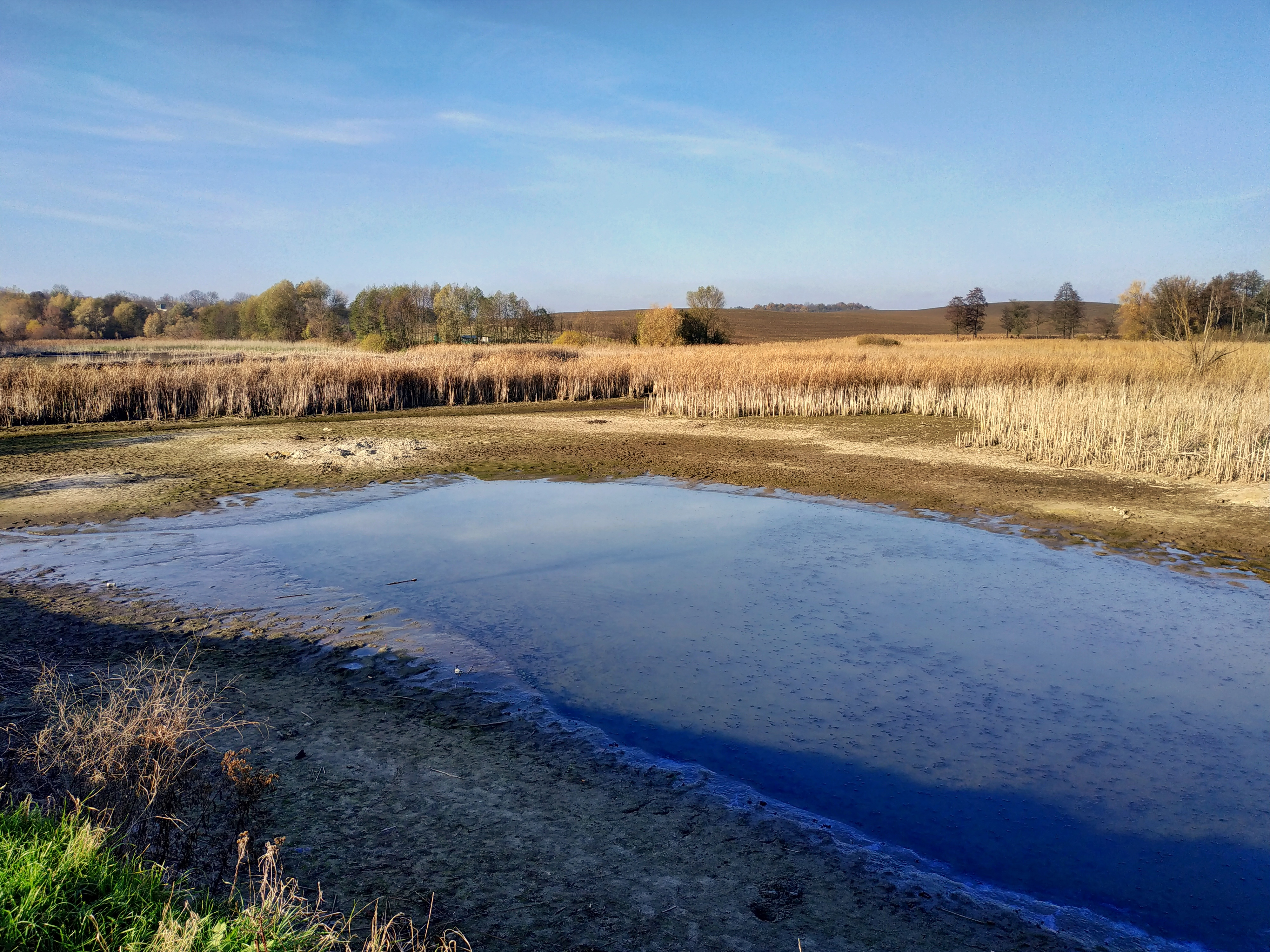
Пересихаюче озеро
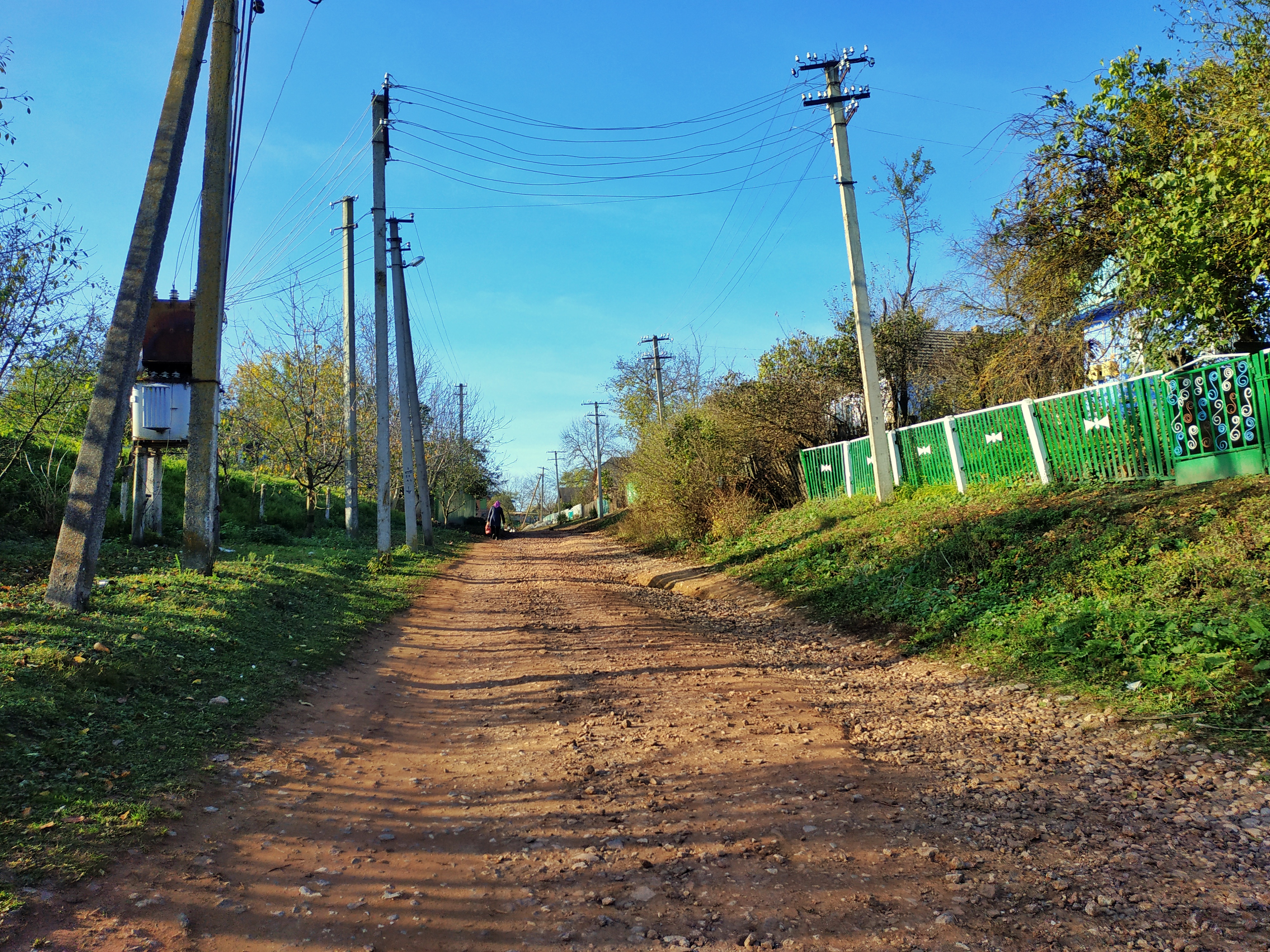
Вулиця Гагаріна
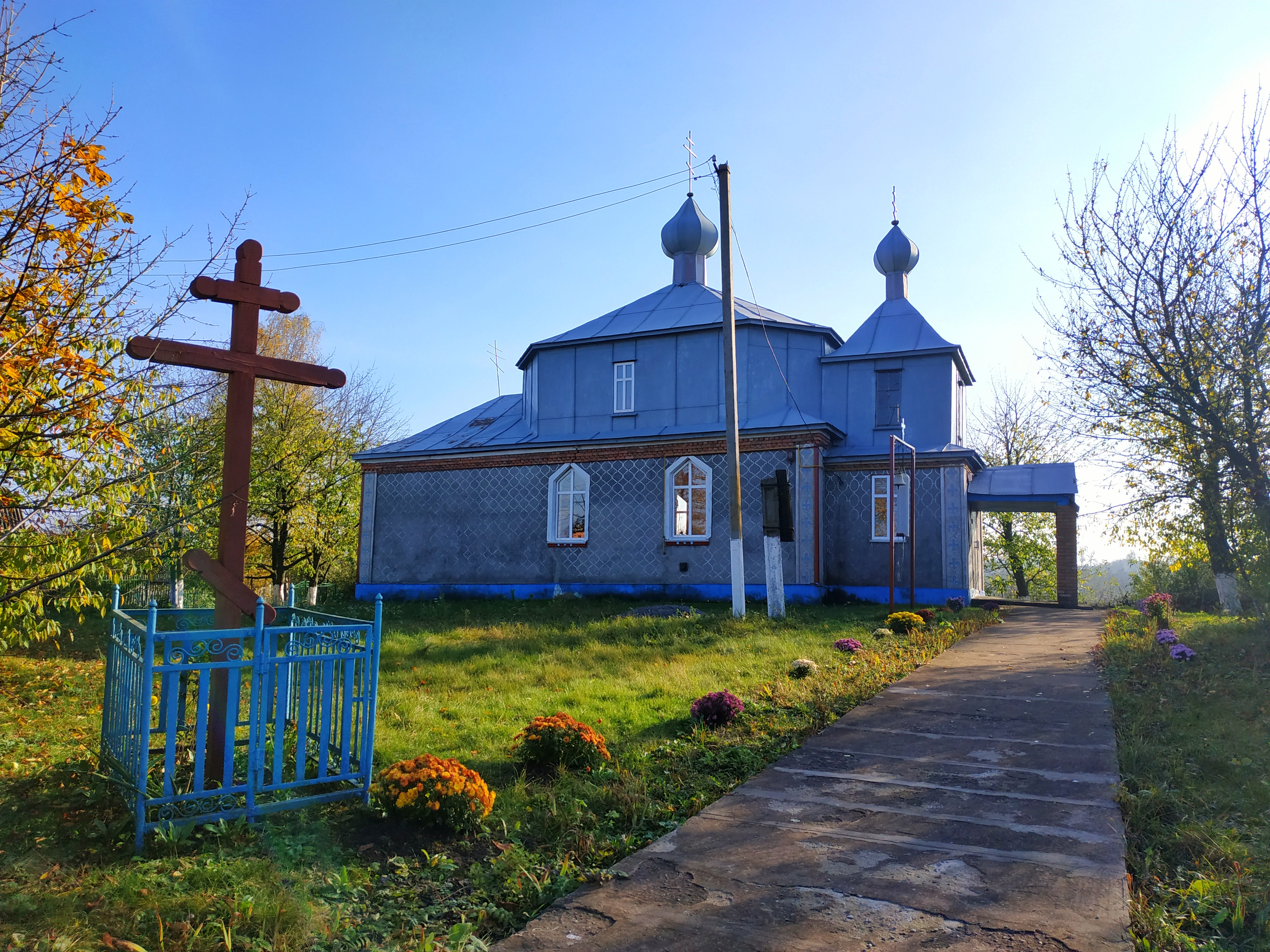
Сільська церква
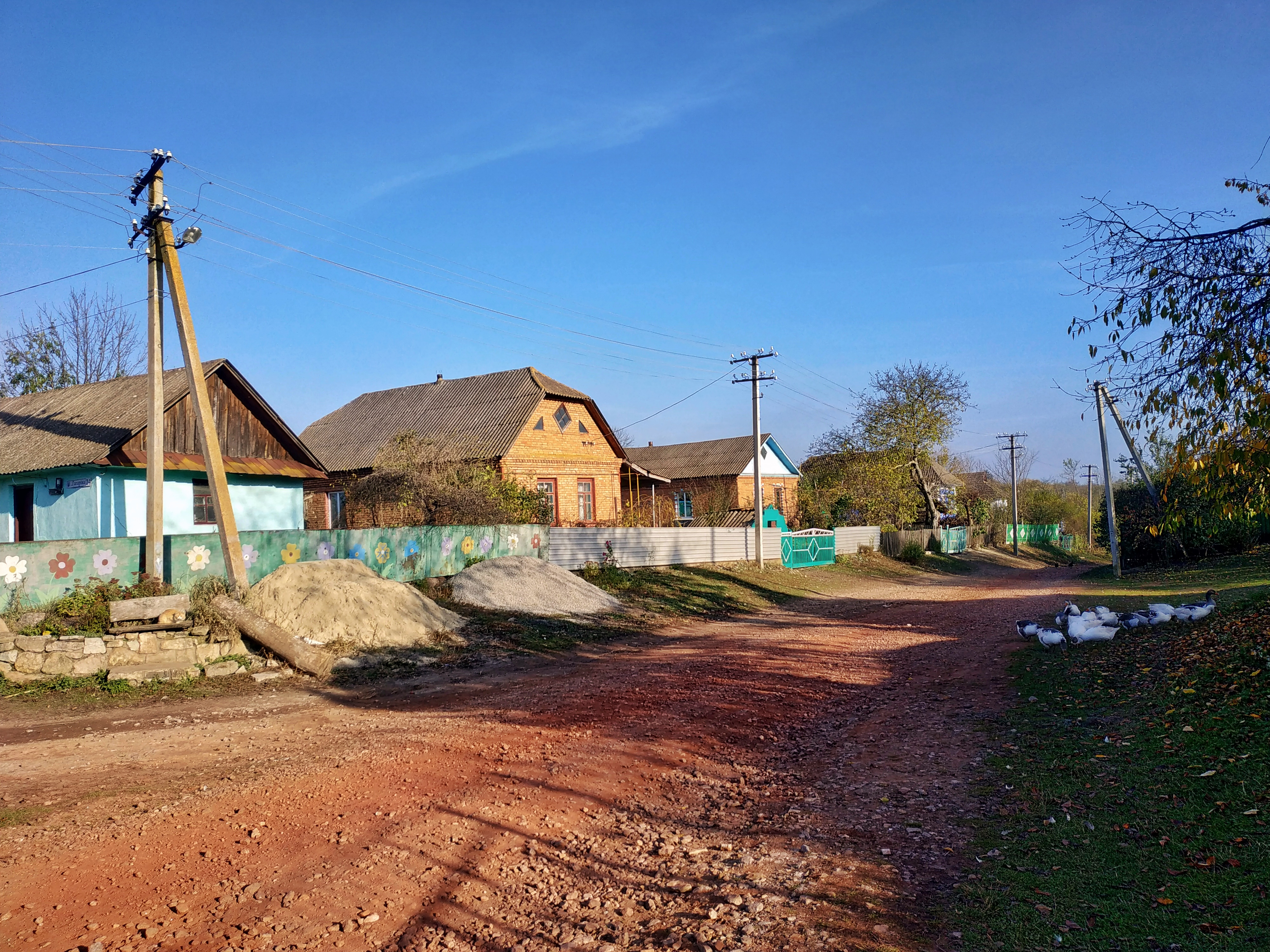
Вулиця Гагаріна
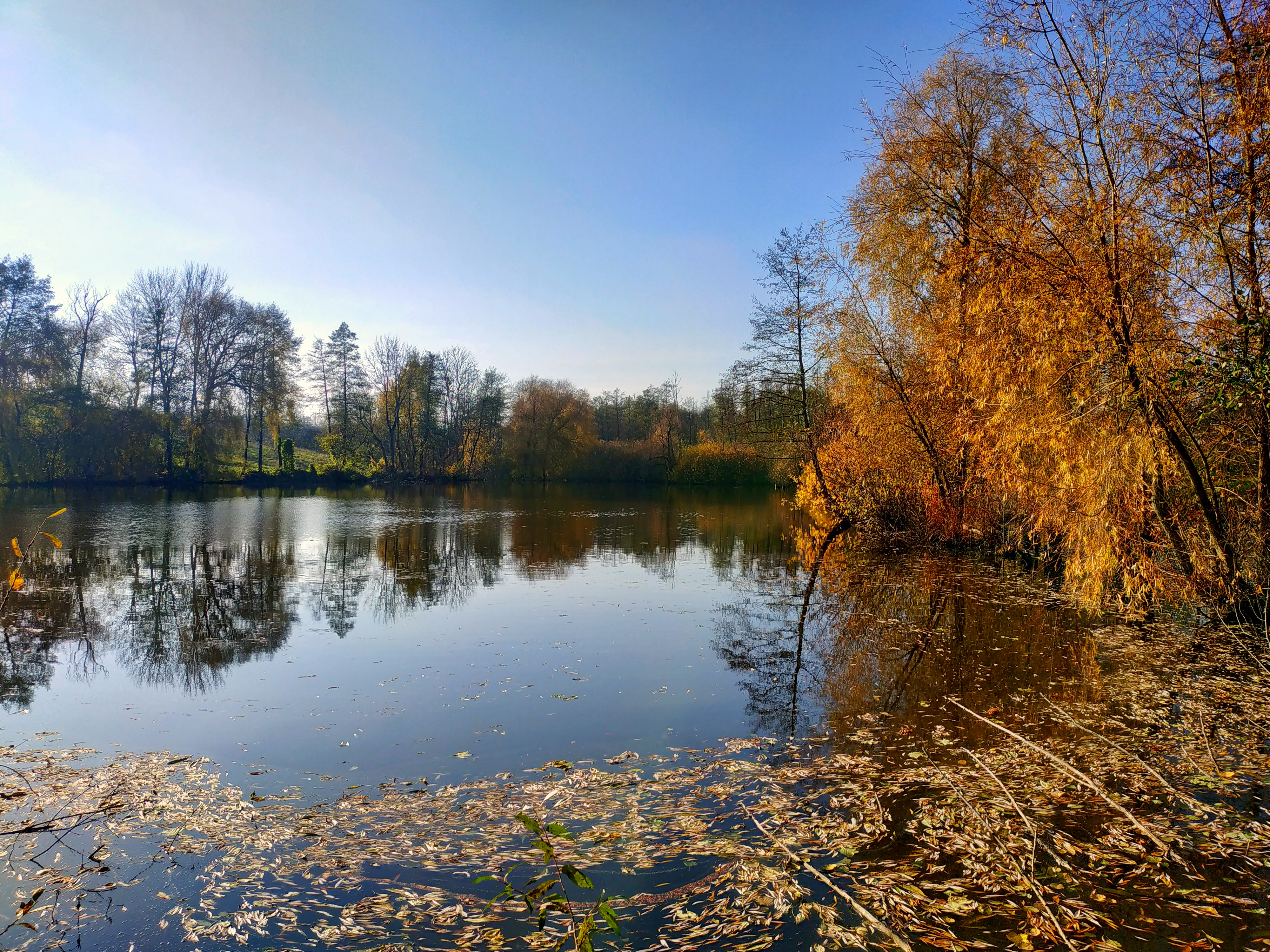
Невеликий став в центрі села
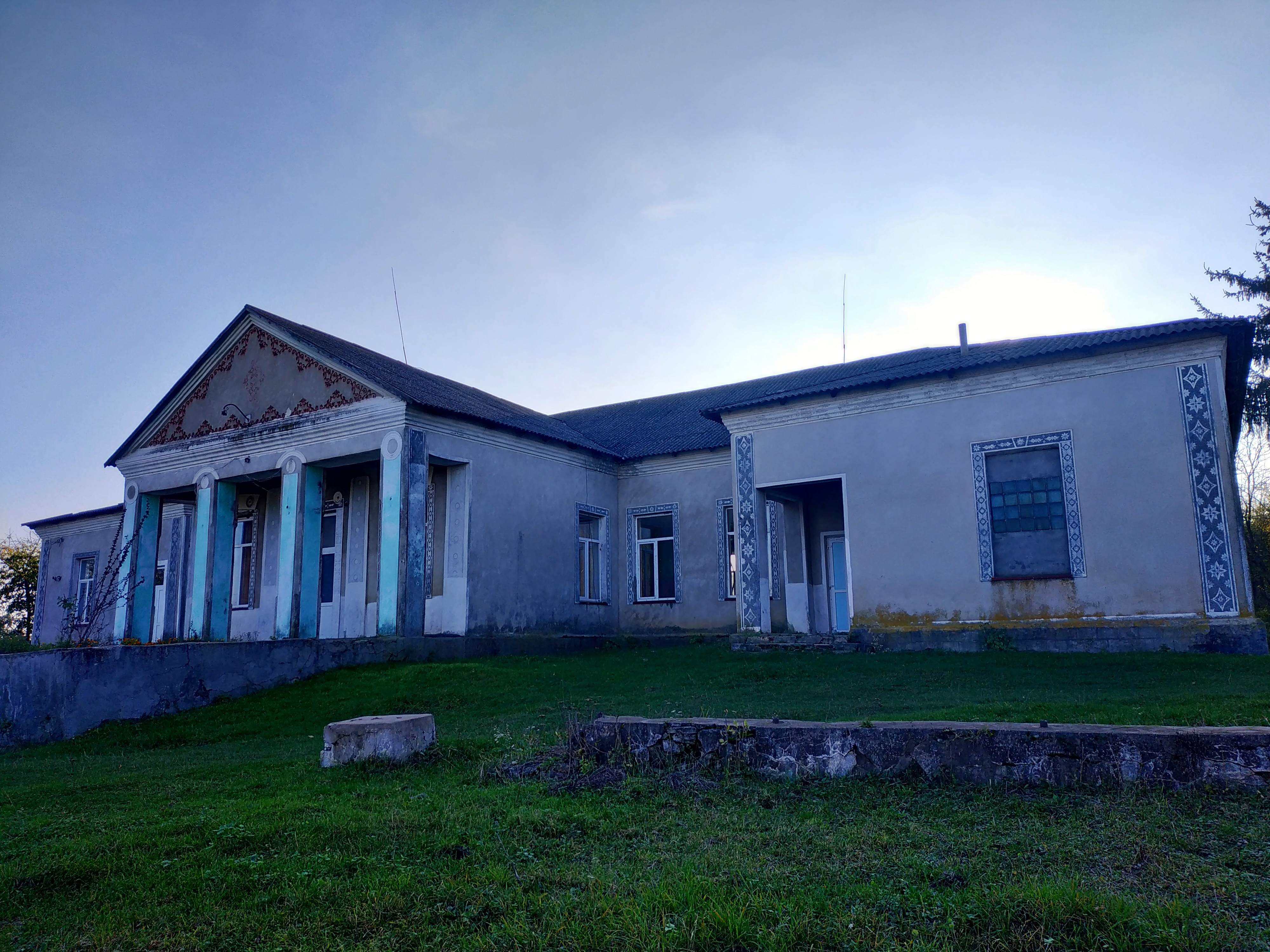
Будинок культури
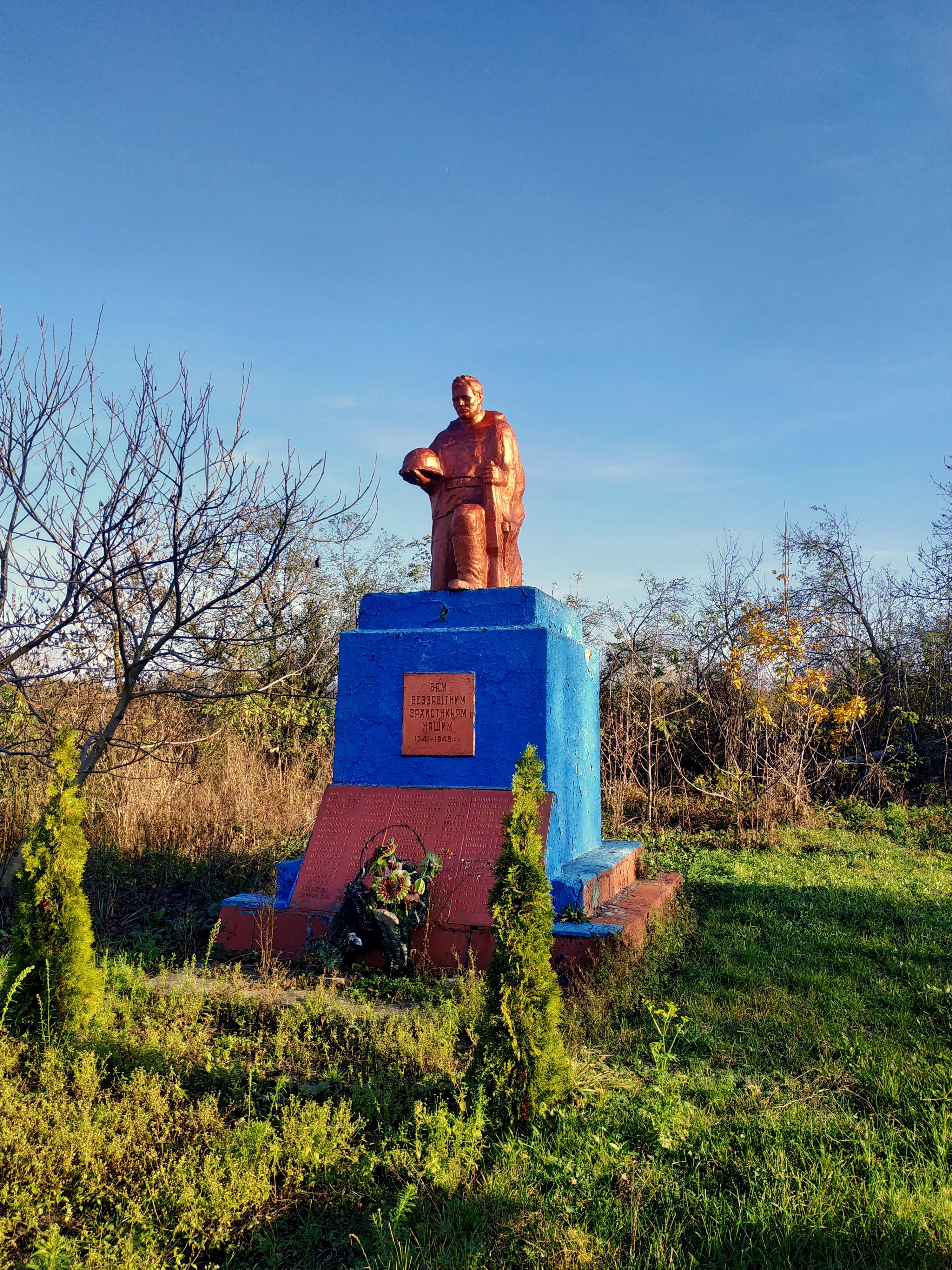
Пам'ятник воїнам-односельчанам
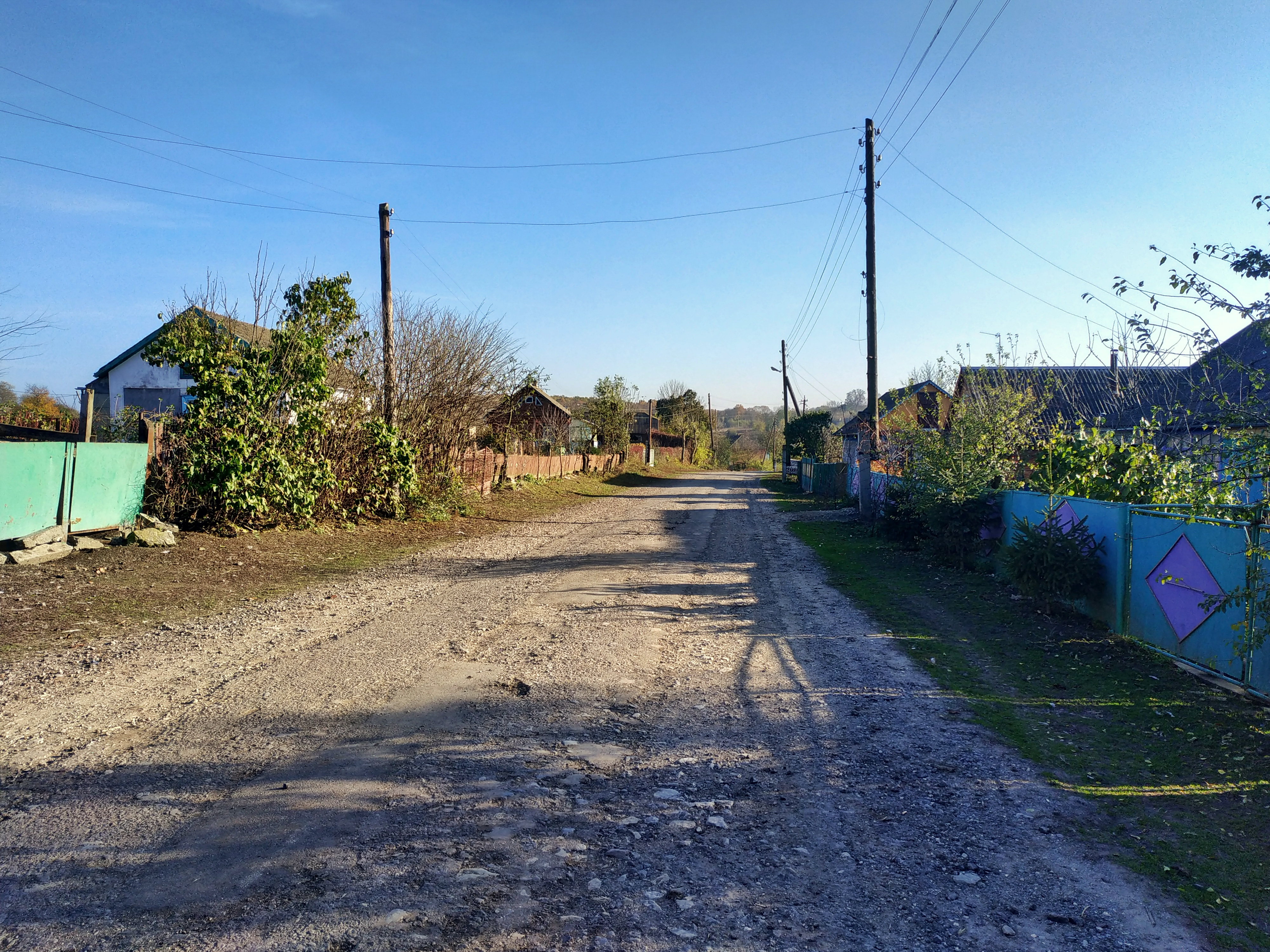
Вулиця в Буйволівцях
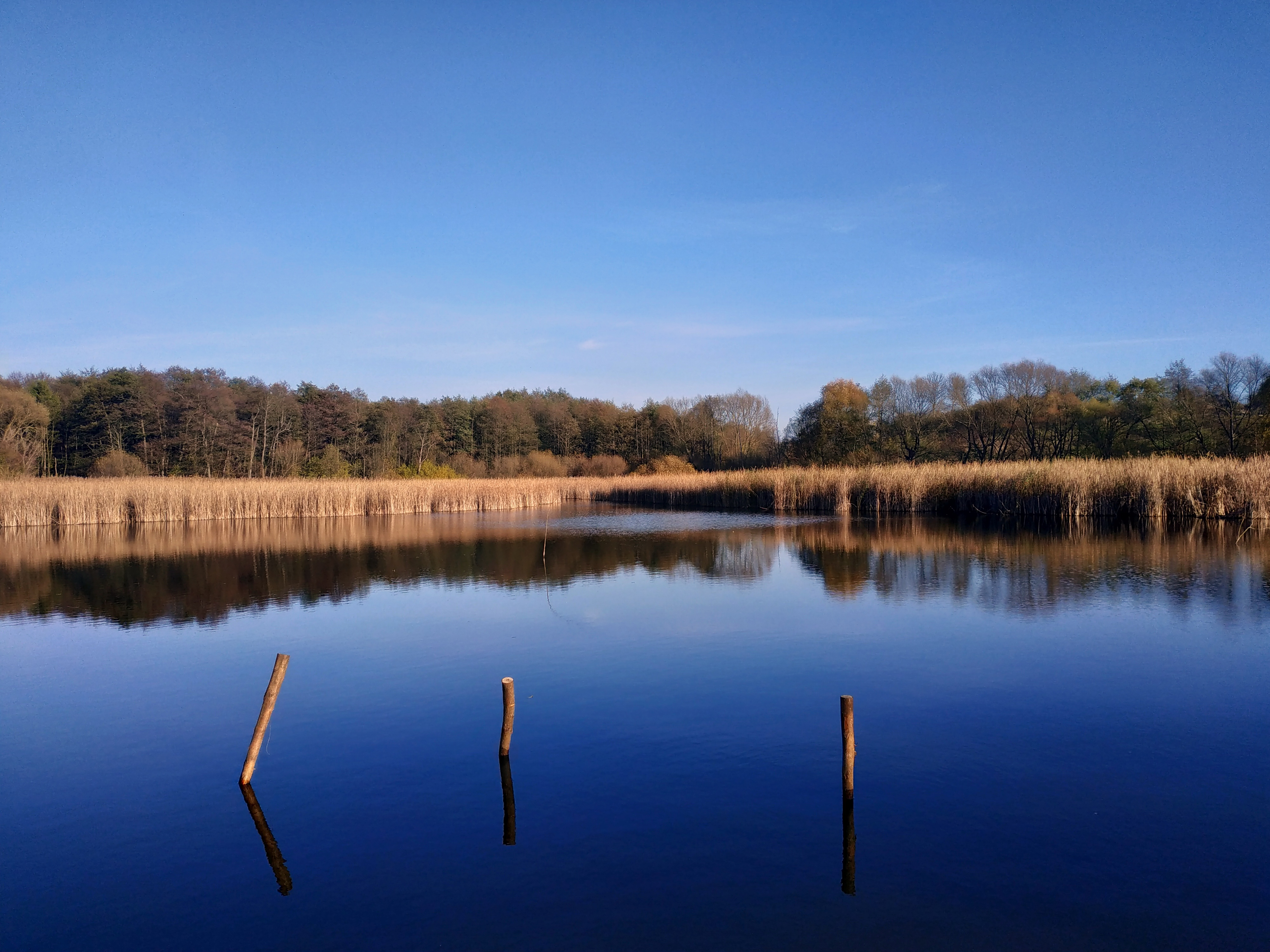
Озеро в Буйволівцях
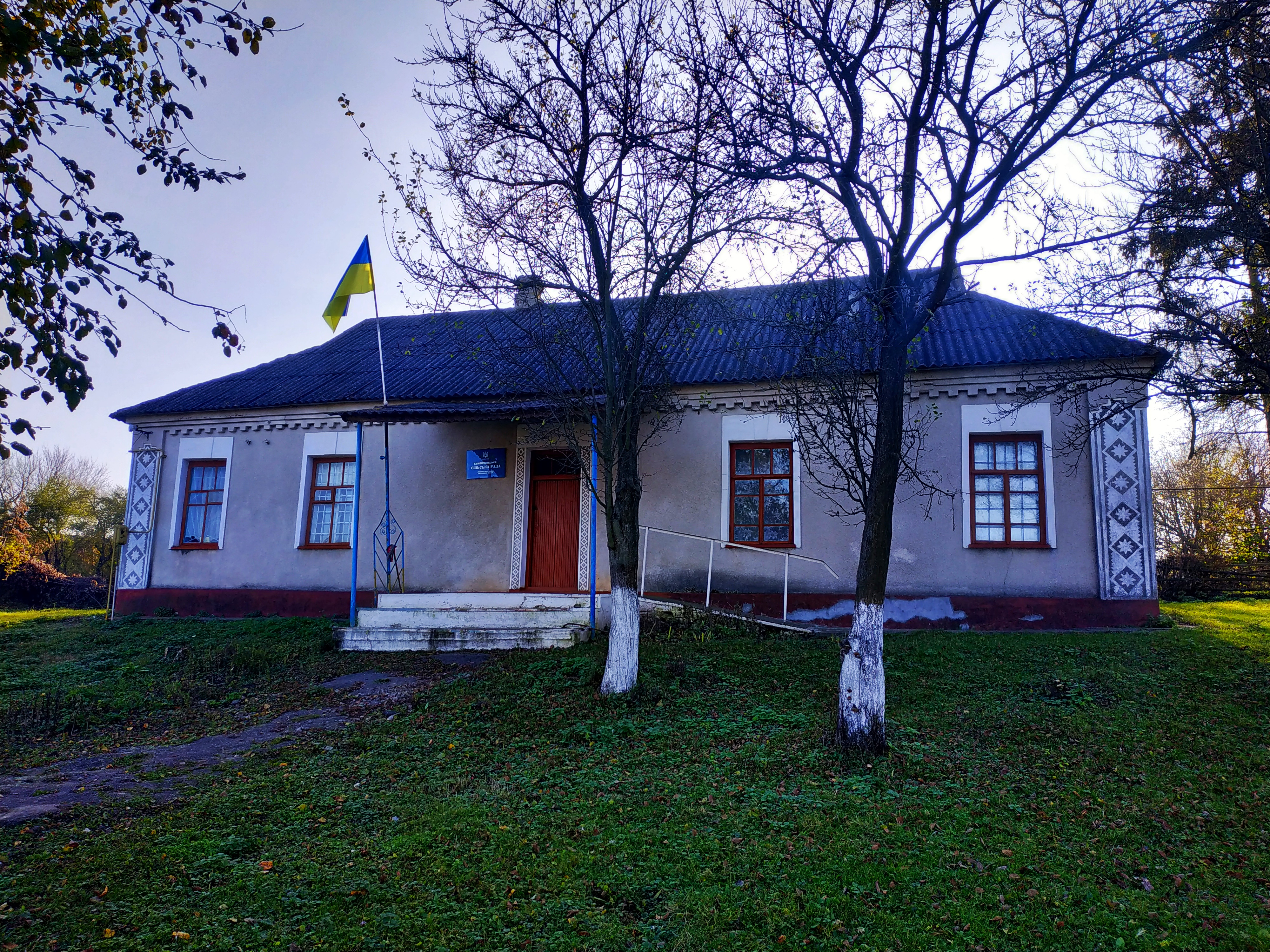
Сільська рада
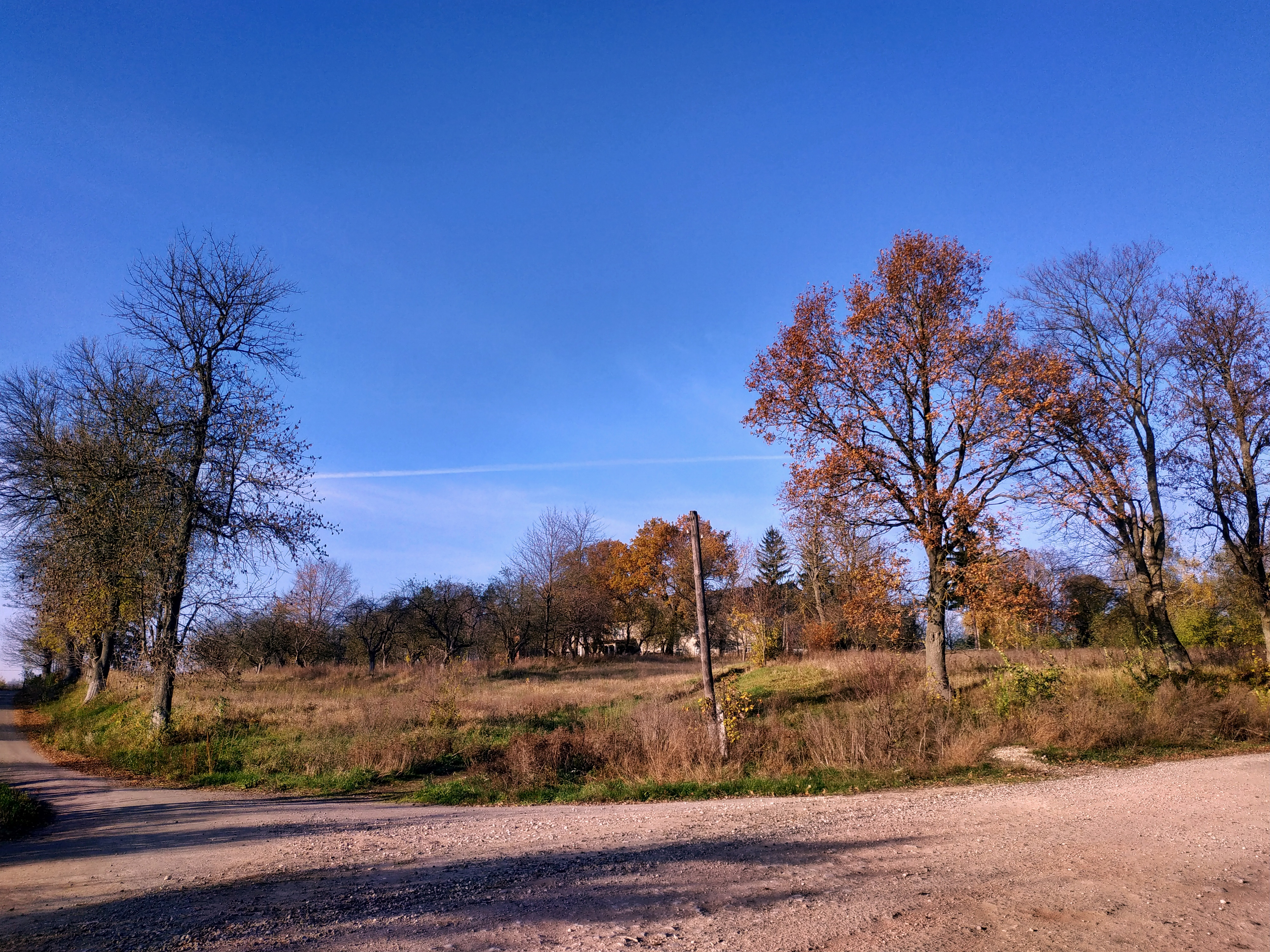
Краєвид на колишній маєток
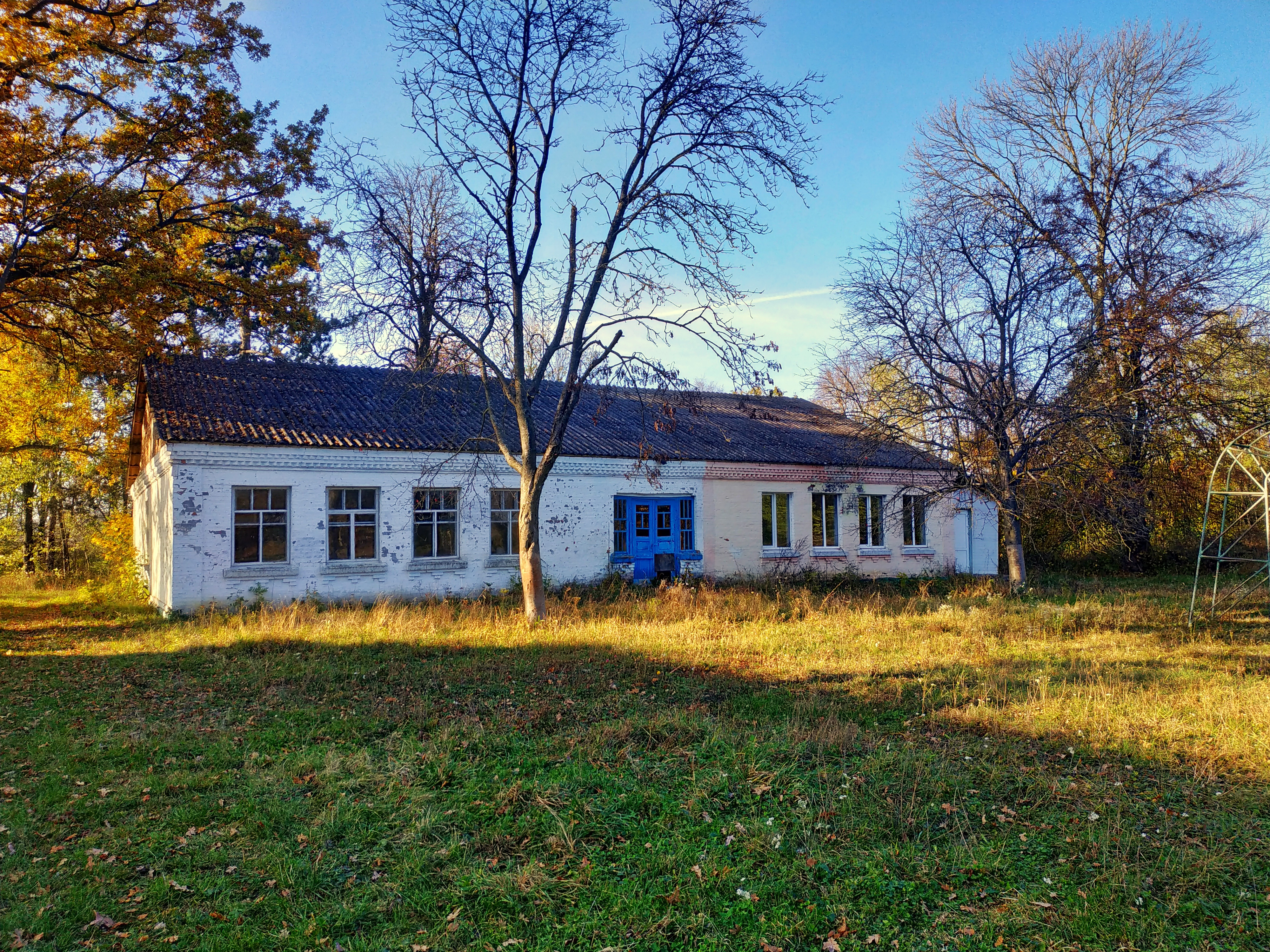
Дитячий садок
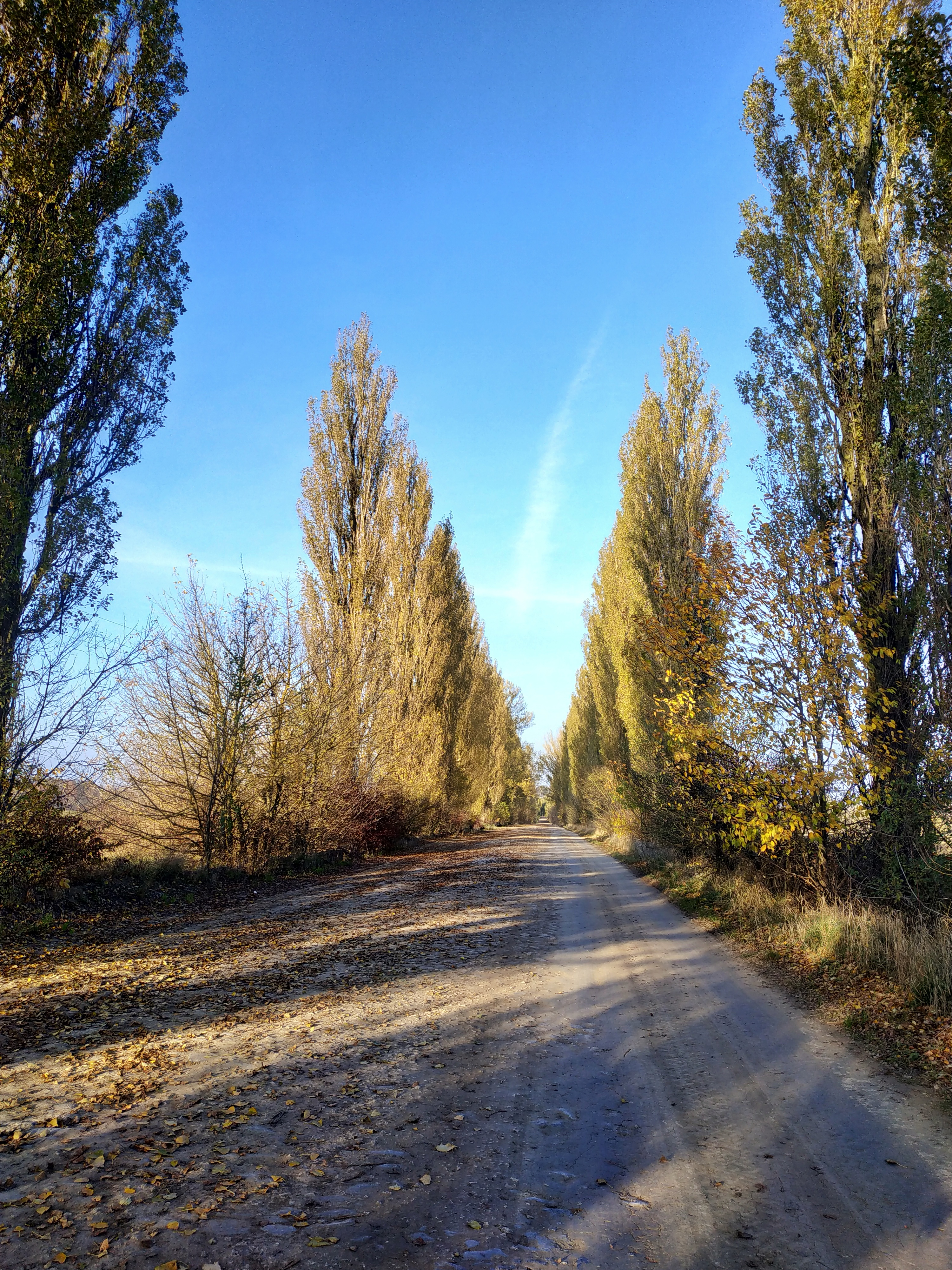
Околиці села у листопаді